# Hallerbach (Holtebach)
Der Hallerbach ist ein orografisch rechtes Nebengewässer des Holtebachs in Nordrhein-Westfalen, Deutschland. Er hat eine Länge von 3,0 km.

## Flussverlauf
Der Hallerbach entspringt in der Senne innerhalb des Naturschutzgebietes Moosheide, unweit des Rasthofes „Hövelsenne“ an der Bundesautobahn 33. Auch die Quellen der Ems befinden sich in diesem Gebiet. Das Gewässer fließt wie der Großteil der in dieser Region entspringenden Bäche in südwestliche Richtung ab und durchquert zunächst in einer naturnahen und mäandrierenden Aue den sich an die Moosheide anschließenden Hövelhofer Wald. Schließlich mündet der Hallerbach in wieder bewaldetem Gelände rechtsseitig in den nahezu parallel verlaufenden Holtebach.

## Charakteristik

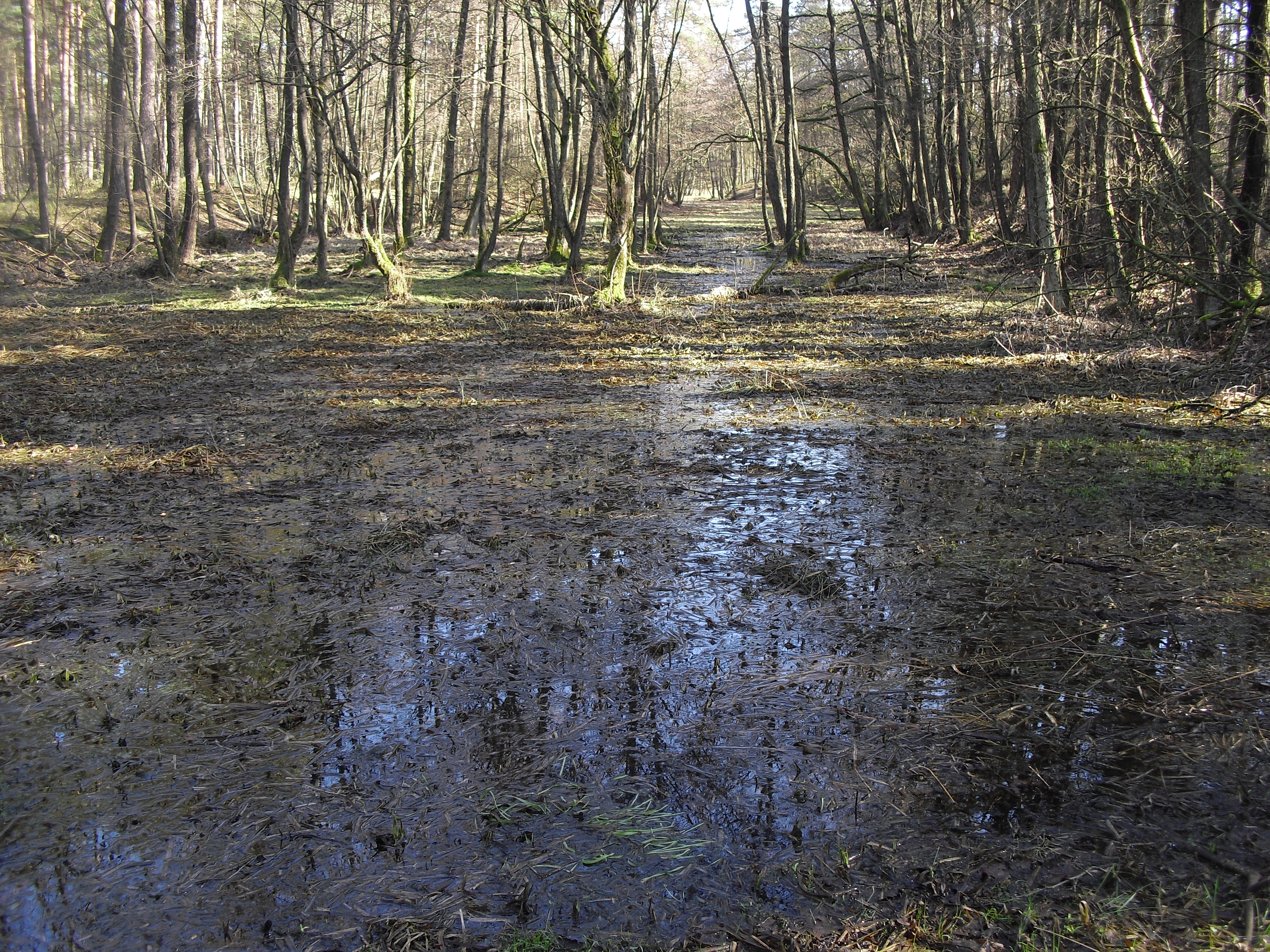
Quellgebiet in der Rosenlake

Charakteristisch für den Quellbereich des Hallerbachs ist die rostrote Färbung seines Wassers, was durch sich im Untergrund stellenweise zu Raseneisenerzablagerungen verdichtetes Eisenhydroxid verursacht wird. Aus diesem Grund wird das Gebiet auch als „Rosenlake“ bezeichnet, was als „rote Lake“ zu deuten ist. Im Gegensatz zu den benachbarten Fließgewässern, die zum Teil tiefe Trogtäler gebildet haben, hat sich der Hallerbach in seinem Quellbereich nur geringfügig in seine Umgebung eingeschnitten. Das Gewässer verfügt weitestgehend über eine sehr naturnahe, mäandrierende und von Erlenbrüchen begleitete Bachaue. Oberhalb des Quellbereiches, in dem sich auch Binnendünen und Flugsandbildungen finden, setzt sich der Bach als ein sich gabelndes Trockental fort.

## Differenzen bei der Einordnung
Entgegen der offiziellen Einordnung betrachten manche Quellen den Hallerbach, der in Abgrenzung zum Holtebach („Unterer Hallerbach“) auch als „Oberer Hallerbach“ bezeichnet wird, als Mündungsgewässer des Holtebaches und auch des Schwarzwasserbaches. Unter dieser Annahme, die auch auf der Infotafel am durch eine Bifurkation entstehenden Ursprung des Schwarzwasserbaches vertreten wird, wäre der Hallerbach damit der erste benannte Zufluss der Ems. Das offizielle Geodatenmaterial belegt diese Systematik jedoch nicht.